# Megilat ta'anit
Megilat ta'anit (hebrejsky מגילת תענית, Postní svitek) je krátký spis v aramejštině, jenž byl sepsán asi v 1. století n. l. a jenž vypočítává 35 dní, v nichž se Izraelitům staly radostné události, a v nichž se proto nesmí postit a oplakávat mrtvé. Tyto radostné události se staly asi během 500 let od doby Ezdráše a Nehemjáše po Caligulovu vládu a mnohým z nich chybí historický podklad. Ke každému rukopisu a citaci díla v Talmudu je připojován hebrejský výklad, nazývaný Scholium. Podle některých rozporů je zřejmé, že Scholium vznikalo i po zničení druhého Chrámu.
Mezi oněch 35 slavnostních událostí Megilat ta'anit řadí mimo jiné Chanuku, Purim, Tu be-av; zároveň však třeba také dny, jež se později staly postními (Půst Gedaljův a Půst Ester). Většina ustanovení Megilat ta'anit se dodržovala do 3. století a dodnes se udržely jen příkazy spojené se svátkem Chanuka, Purim a Roš chodeš.
Ohledně autorství Megilat ta'anit panují rozpory.